# エリヌス
エリヌスは、谷甲州の小説シリーズ『航空宇宙軍史』に登場する架空の天体である。

## 位置
天王星の衛星で、実際に衛星が存在してもおかしくない位置を想定して配置された。その後、現実でもほぼ同一位置に衛星が発見されたため、一部で話題になった。ただし、パックと命名されたこの衛星は、小説中のエリヌスとは違ってかなり小さかった。

## 作中での位置付け
第一次外惑星動乱より以前から開発は始まっていたが、動乱勃発によって開発が中断長らく放置されていた。開発は動乱終結後再開され、一応の体裁は整った。
動乱敗戦後地下に潜り非合法組織化した外惑星連合軍によって一時占拠されるが、航空宇宙軍により再占領され軍政に移行した。
のちに規模が拡大され、航空宇宙軍外宇宙艦隊の根拠地として機能することになった。